# Nowa Kolonia Robotnicza
Nowa Kolonia Robotnicza – zespół osiedla mieszkaniowego, który został wzniesiony w latach 1907–1922 w Bytomiu-Bobrku, wpisany do rejestru zabytków nieruchomych województwa śląskiego.

## Historia

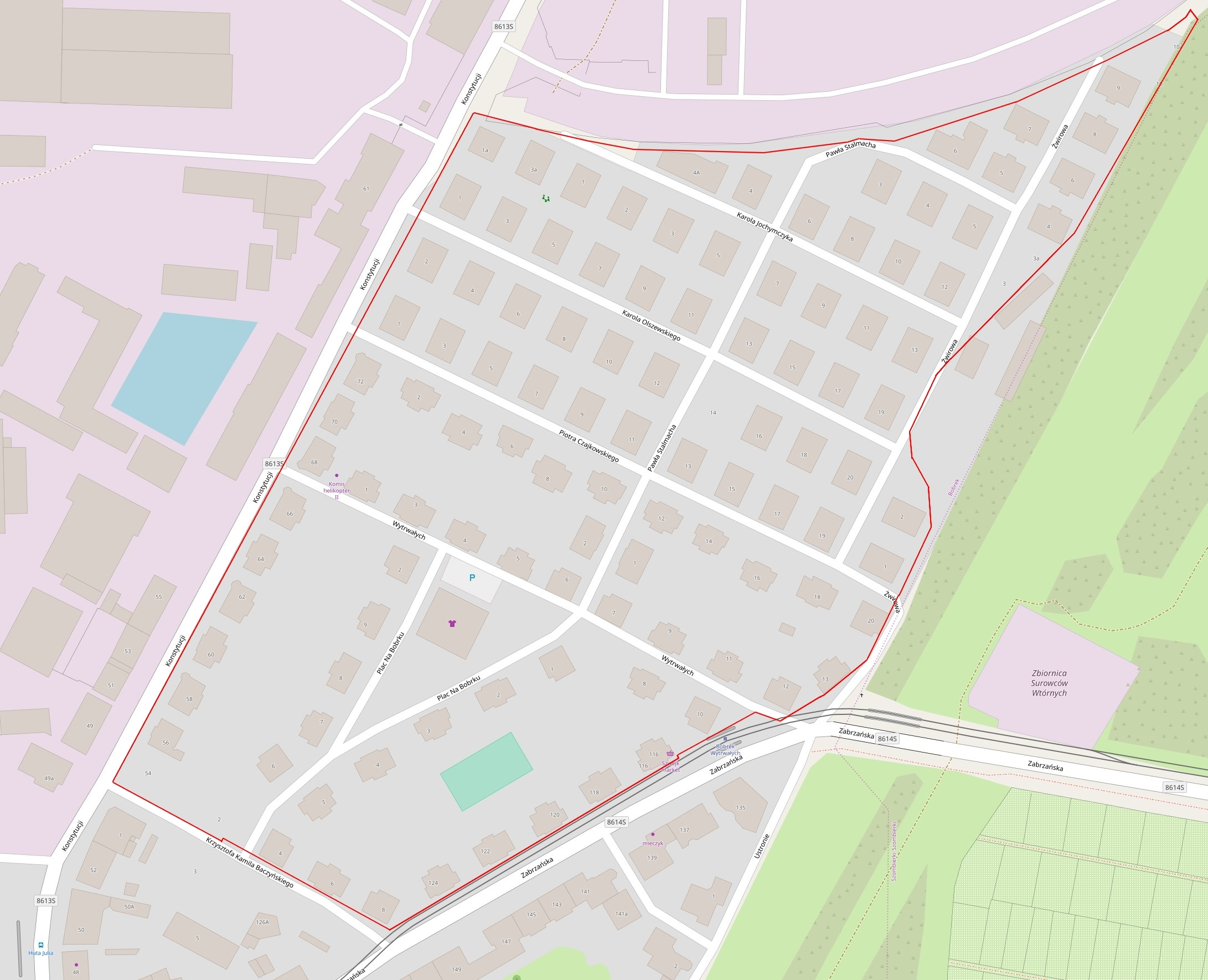
Przybliżone granice ochrony konserwatorskiej według decyzji z 1994 roku

Zarząd Huty Julia wzniósł dla swoich pracowników dwie kolonie. Pierwsza powstała w latach 1888–1889 w rejonie ulic: Konstytucji, Ludwika Pasteura, Stalowej, Huty Julia (wcześniej Konrada Piecucha).
Drugie osiedle zwane Nową Kolonią Robotniczą zostało również wybudowane na potrzeby pracowników huty Julia w obrębie ulic: Konstytucji, Karola Jochymczyka, Żwirowej, Piotra Czajkowskiego. Pierwsze budynki wzniesiono w 1907 roku. Założenie zostało rozbudowane w 1912 roku, powstawało do 1922 roku.
Kolonia została wpisana dwukrotnie do rejestru zabytków nieruchomych: 10 czerwca 1985 pod numerem rejestru A/1359/85 wpisano „osiedle robotnicze”, a 28 lutego 1994 „zespół osiedla” został wpisany pod numerem rejestru A/1554/94. Zasięg ochrony ustalony wpisem z 1985 roku pokrywa się z granicami tejże według decyzji z 1994 roku.

## Architektura
Trójkondygnacyjne domy tworzące osiedle zostały wzniesione z cegły w stylu nawiązującym do historyzmu i secesji, nakryto je dachami naczółkowymi, elewacje dekorowano imitacją muru pruskiego.

## Obiekty wpisane do rejestru (decyzja z 1994 roku)
Do rejestru zabytków nieruchomych wpisano 101 budynków osiedla:
- 3 domy przy ul. Krzysztofa Kamila Baczyńskiego 4, 6, 8
- 18 domów przy ul. Piotra Czajkowskiego 2, 3, 4, 6–20
- 13 domów przy ul. Karola Jochymczyka 1–13
- 8 domów przy ul. Konstytucji 56, 58, 60, 62, 66, 68, 70, 72
- 19 domów przy ul. Karola Olszewskiego 1, 3–20
- 9 domów przy Placu na Bobrku 1–9
- 5 domów przy ul. Pawła Stalmacha 1–5
- 13 domów przy ul. Wytrwałych 1–13
- 5 domów przy ul. Zabrzańskiej 116, 118, 120, 122, 124[10][11]
- 8 domów przy ul. Żwirowej 1, 2, 4, 5, 6, 7, 8, 9

## Galeria

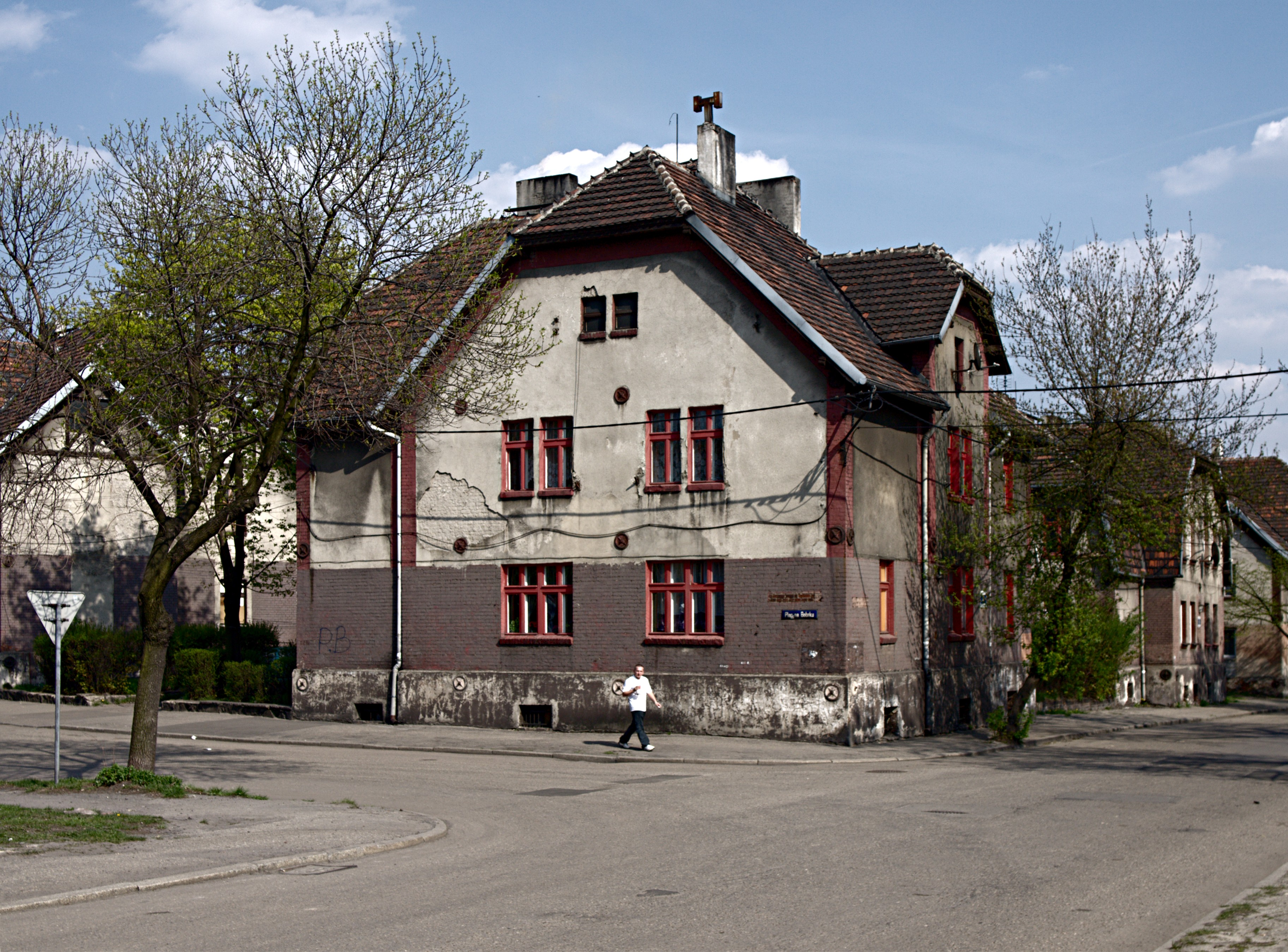
Ul. K. Baczyńskiego 4 (2011)
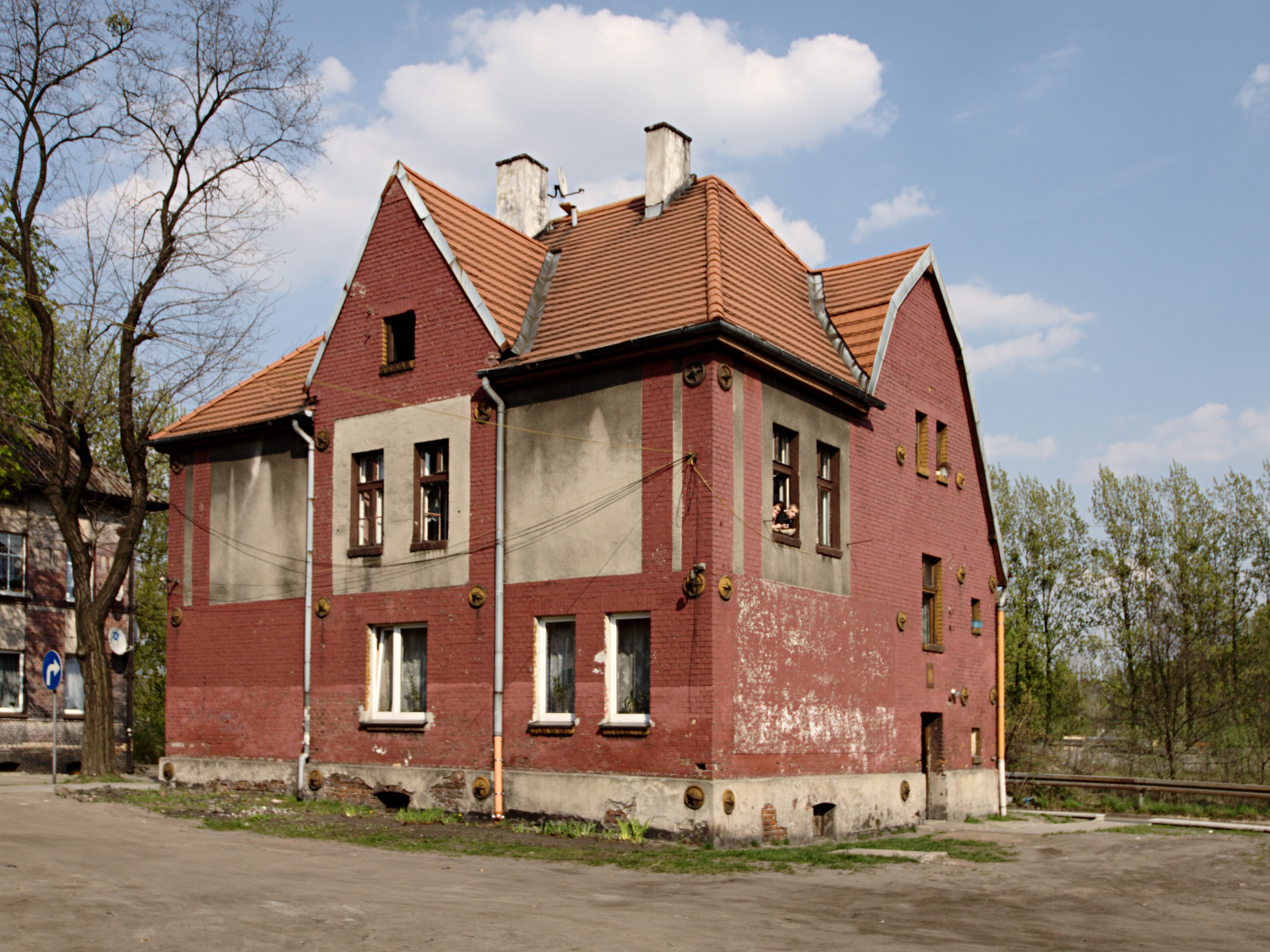
Ul. P. Czajkowskiego 20 (2011)
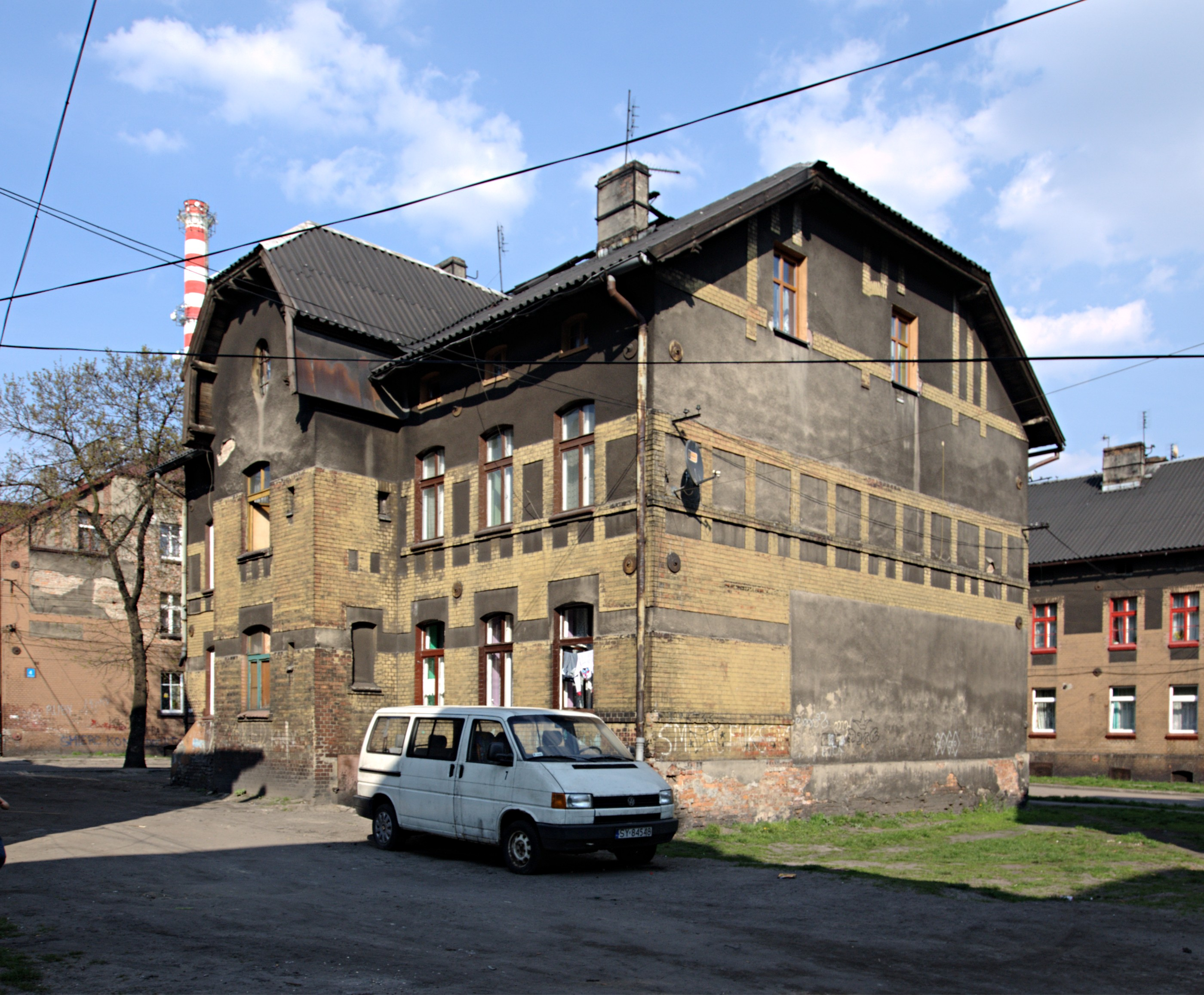
Ul. K. Jochymczyka 5 (2011)
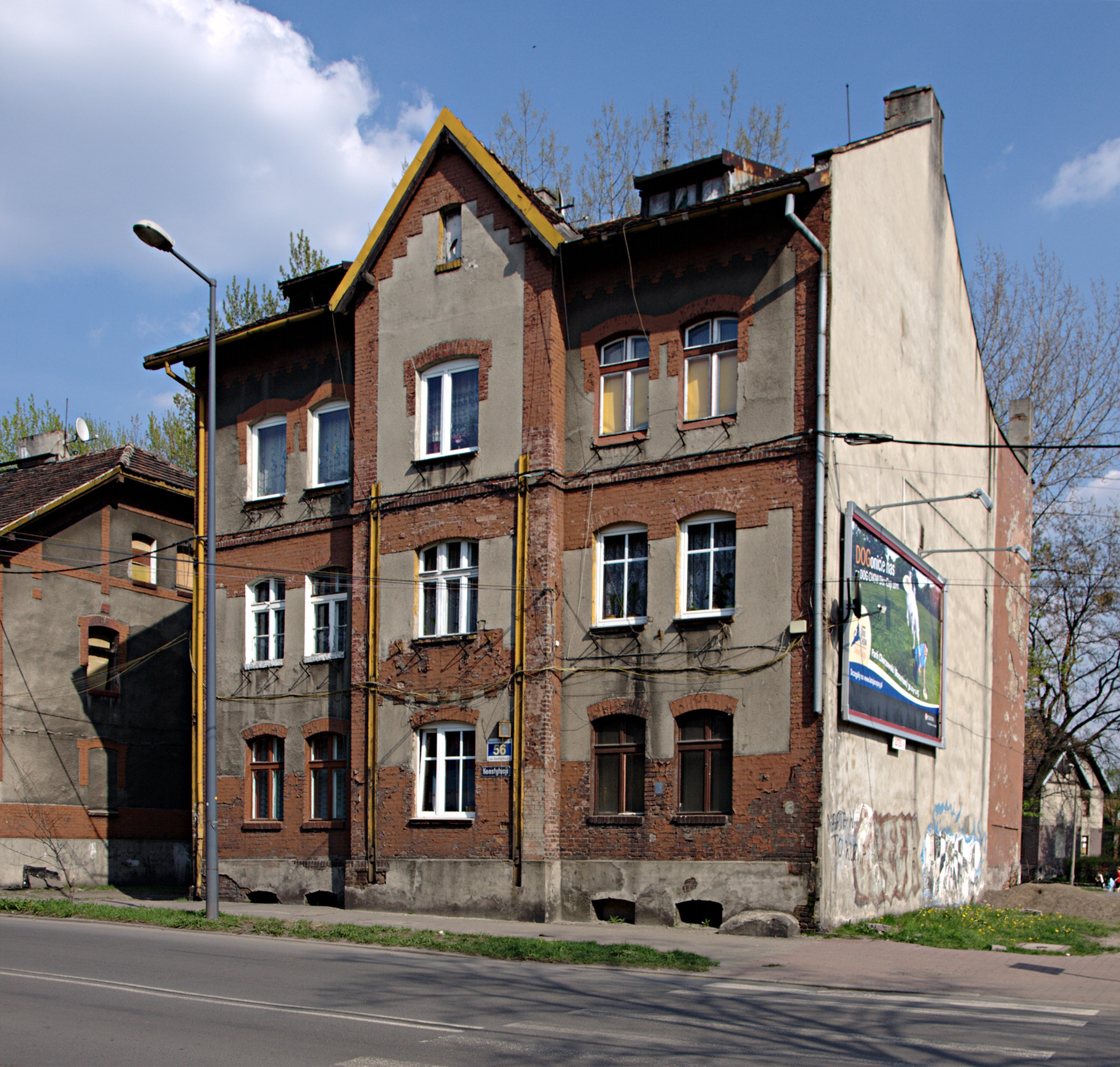
Ul. Konstytucji 56 (2011)
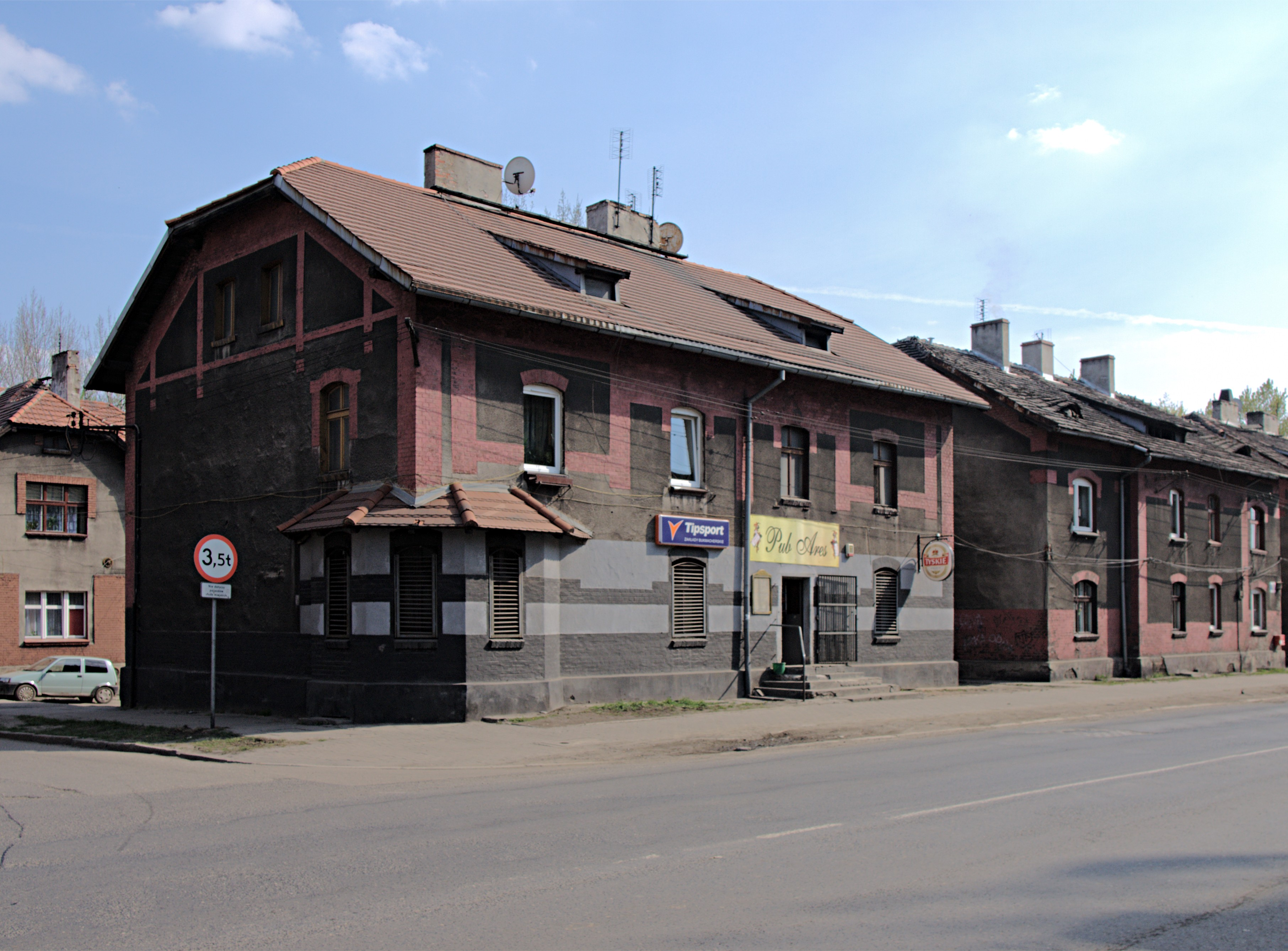
Ul. Konstytucji 72 (2011)
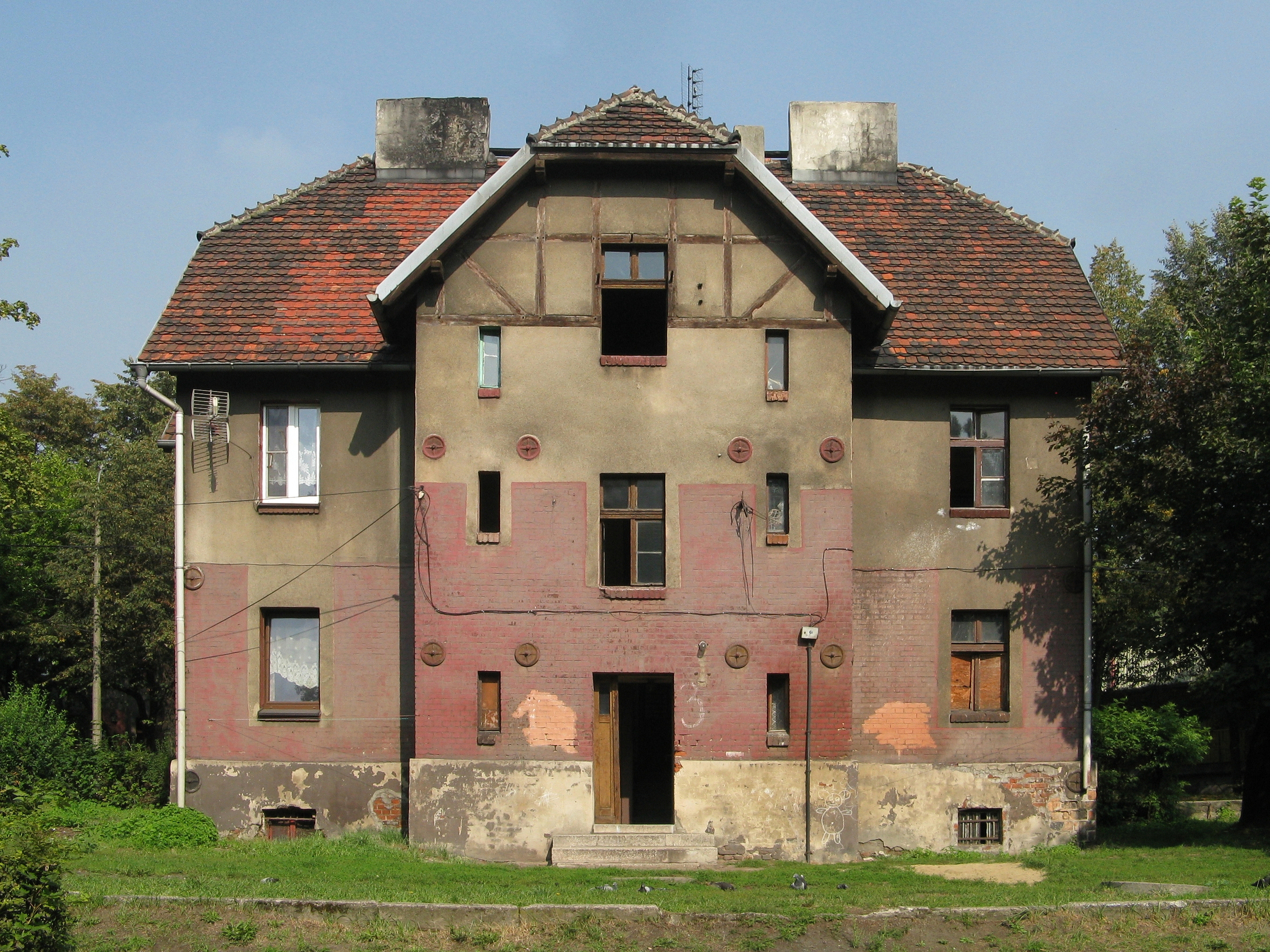
Plac Na Bobrku 3 (2018)
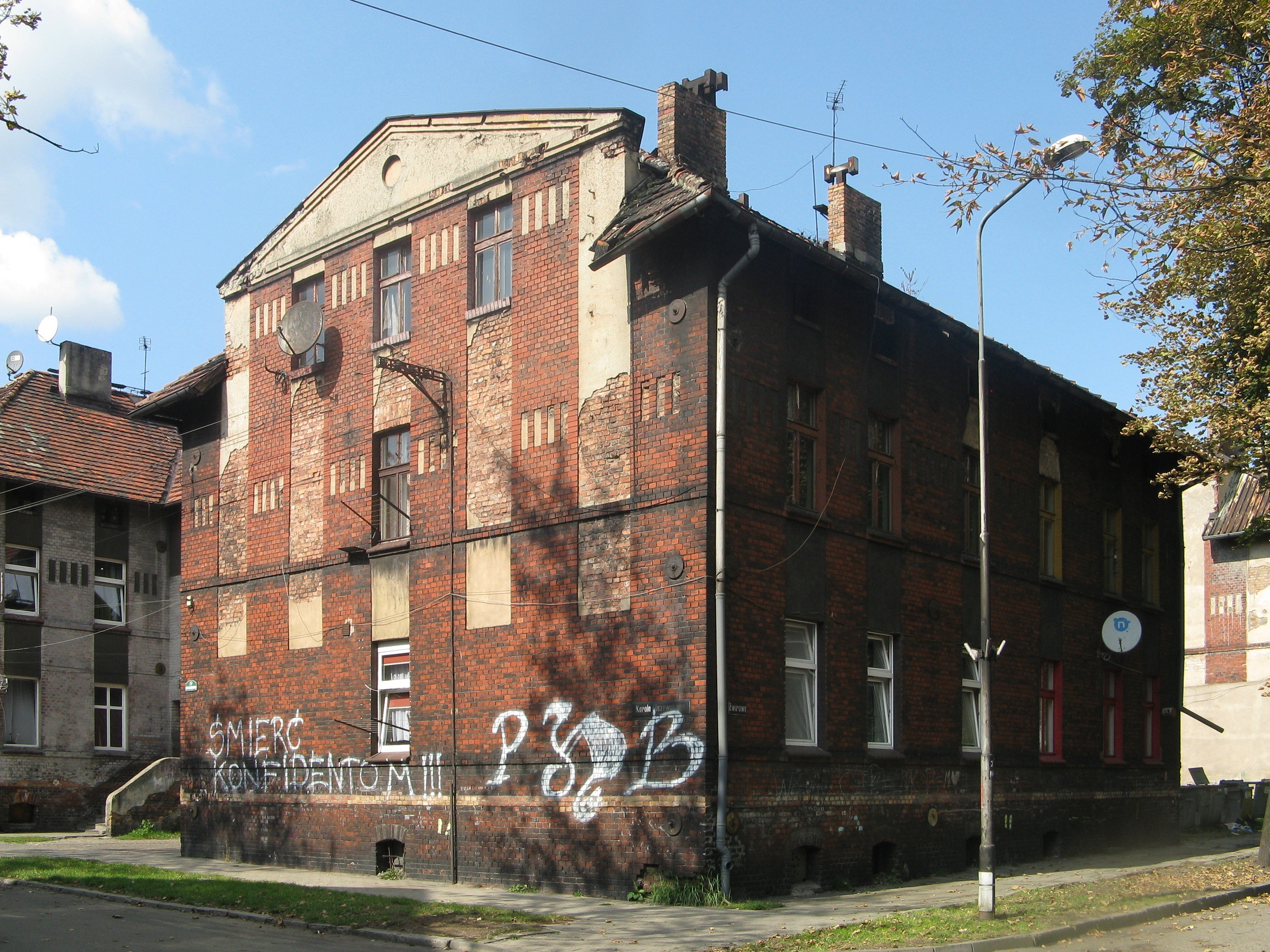
Ul. K. Olszewskiego 19 (2018)
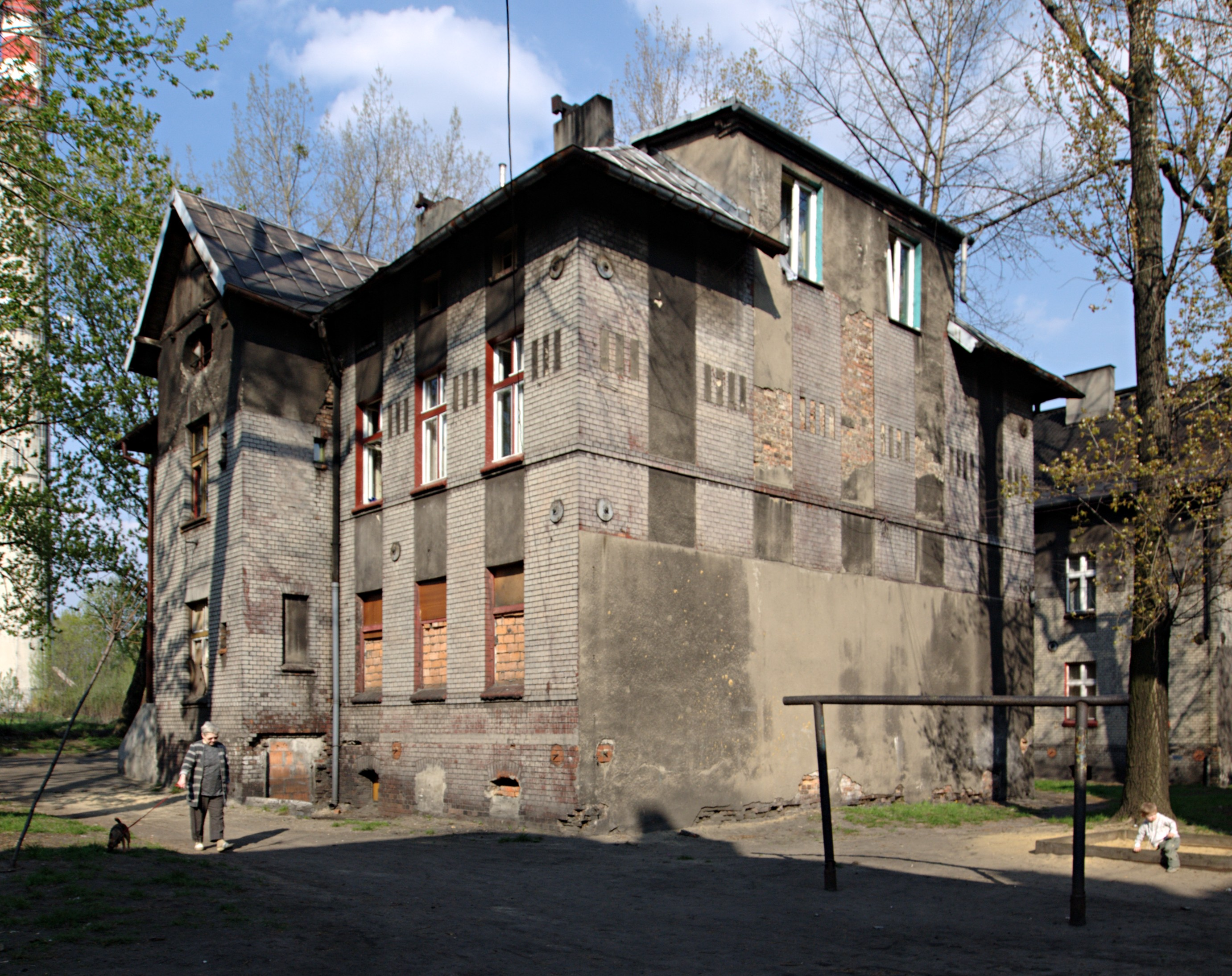
Ul. P. Stalmacha 3 (2011)
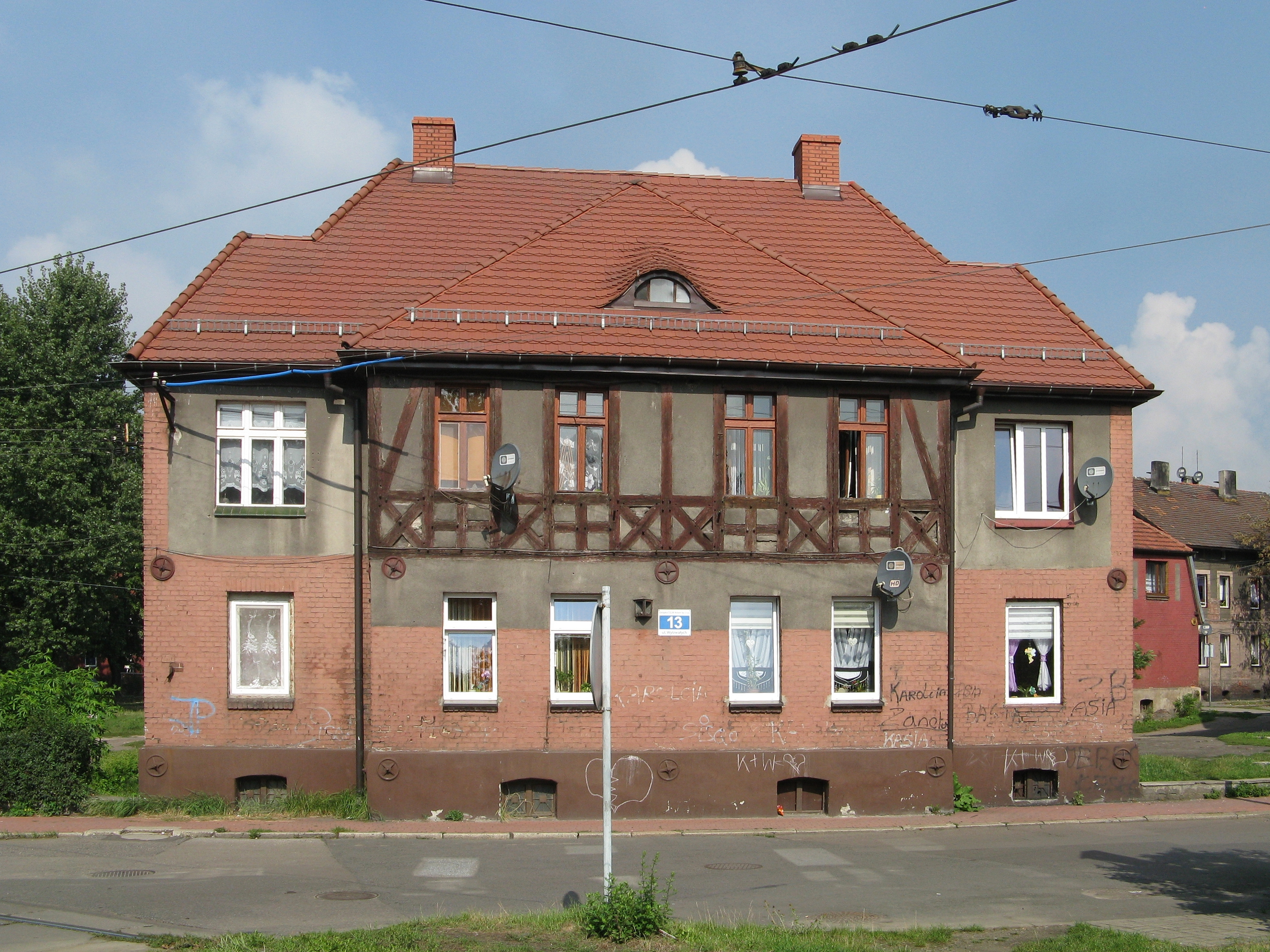
Ul. Wytrwałych 13 (2018)
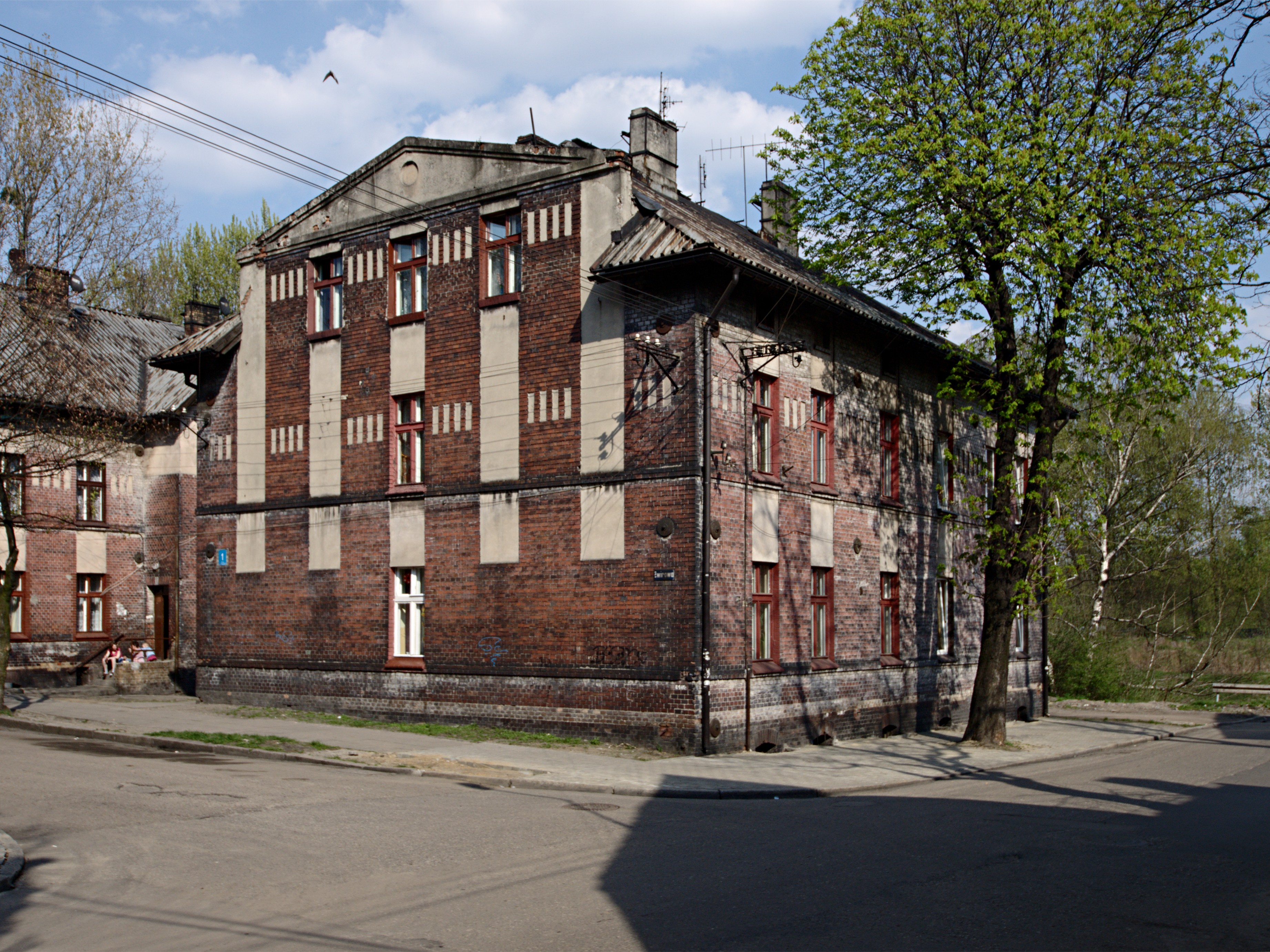
Ul. Żwirowa 1 (2011)